# غرايم كونورز
غرايم كونورز (بالإنجليزية: Graeme Connors)‏ هو مغني أسترالي، ولد في 29 أبريل 1956 في ماكاي في أستراليا.

## وصلات خارجية
- غرايم كونورز على موقع IMDb (الإنجليزية)
- غرايم كونورز على موقع ميوزك برينز (الإنجليزية)
- غرايم كونورز على موقع ديسكوغز (الإنجليزية)